# Drepatelodes
Drepatelodes é um gênero de mariposa pertencente à família Bombycidae.

## Espécies
- Drepatelodes decaensi Herbin, 2024
- Drepatelodes friburgensis (Schaus, 1924)
- Drepatelodes hermieri Herbin, 2024
- Drepatelodes inexpectata Herbin, 2024
- Drepatelodes landolti Herbin & Monzón, 2015
- Drepatelodes ostenta (Schaus, 1905)
- Drepatelodes parallela Herbin, 2024
- Drepatelodes quadrilineata (Schaus, 1920)
- Drepatelodes tanais (Druce, 1898)
- Drepatelodes trilineata (Dognin, 1912)
- Drepatelodes umbrillinea (Schaus, 1905)
- Drepatelodes zacki Herbin & Monzón, 2015